# De Ron
de Ron är en adelsätt som härstammar från Tournai i Frankrike där en Pierre de Ron nämns 1362.
Familjens adliga status och sköldemärke hävdas sedan gammalt av flertalet utländska genealoger. I den kvadrerade vapenskölden syns i första fältet på gyllene botten ett upprätt högervänt svart lejon, andra fältet kluvet av silver med en svart björn belagd med gyllene resp svart bjälke samt med uppskjutande gyllene trädstam, tredje fältet blått utan bild, fjärde fältet i guld två korslagda svarta trädstammar. Hjälmprydnad i form av sol med mänskligt ansikte. Hjälmtäcken i guld och svart. Allt enligt beskrivning från 1695.
Under religionsförföljelser utvandrade denna hugenottsläkt till Frankfurt am Main med Blaise de Ron. Släkten delades så småningom i två huvudgrenar där den preussiska grevliga grenen skriver sig von Roon och den svenska behållit den ursprungliga stavningen de Ron.
Släktens mest kände medlem är greven och generalen Albrecht von Roon vilken nära samarbetade med Furst von Bismarck och krönte sin karriär som premiärminister av Preussen. Står idag staty vid Grosser Stern, Unter den Linden.
En medlem av släkten, Jacob de Ron (1739-1826), bosatte sig i Sverige 1776. Han var gift med Marie Charlotte von Breda (1762-1812) vilken var dotter till målaren Lucas von Breda dy och syster till Carl Fredrik von Breda. I Sverige har släkten varit verksam som grosshandlare, bruksägare och officerare. Jacob de Ron var också delägare i Svenska Västindiska Kompaniet.
I maj 2016 uppgavs att 22 personer bosatta i Sverige har de Ron som efternamn. En av dessa är Jakob de Ron född 1969, Jakob är en tidigare underättelsofficer och operatör inom SSG.

## Personer med efternamnet de Ron

### Alfabetiskt ordnade
- Carl Fredrik de Ron (1809–1887), svensk gymnast och militär
- Eduard de Ron (1811–1858), svensk miniatyrmålarede Ron
- Jean Martin De Ron (1789–1817), svensk affärsman och kompositör
- Karl Ferdinand de Ron (1817–1899), svensk bergsingenjör och brukspatron
- Marianne de Ron (1782–1840), svensk konstnär

### Kronologiskt ordnade
- Jean Martin De Ron (1789–1817), svensk affärsman och kompositör
- Marianne de Ron (1782–1840), svensk konstnär
- Carl Fredrik de Ron (1809–1887), svensk gymnast och militär
- Eduard de Ron (1811–1858), svensk miniatyrmålare
- Karl Ferdinand de Ron (1817–1899), svensk bergsingenjör och brukspatron